# آل شليل (الخربة) (الطفة)

تعديل مصدري - تعديل

آل شليل (الخربة) هي إحدى قرى عزلة الظفرين بمديرية الطفة التابعة لمحافظة البيضاء، بلغ تعداد سكانها 291 نسمة حسب تعداد اليمن لعام 2004.